# Mamry
Der Mamry (deutsch Mauersee, prußisch Maurow) ist  ein 104 km² großer Binnensee  in der Woiwodschaft Ermland-Masuren in Polen. Er ist der zweitgrößte See der Masurischen Seenplatte (vergl. Müritz: 112 km²).
Er setzt sich aus sechs Becken zusammen: dem eigentlichen Mamry (Mauersee von maurai: „Entenflott, Gras“) im Norden, Kirsajty (Kirsaitensee), Kisajno (Kissainsee von kisis: „Kaulbarsch“), Dargin (Dargainensee von dergia: „stürmisch“), Święcajty (Schwenzaitsee von swints: „heilig“) und Dobskie (Dobensee von daubis: „Schlucht, Höhle“); die Verbindung zum Dobskie wird auch Łabap (Lababsee von labape: „kleiner Fluss“) genannt. Dieses System umfasst 33 Inseln von zusammen 213 Hektar, die unter Naturschutz stehen. Am Südende des Kisajno liegt die Stadt Giżycko (Lötzen); weitere Städte in der Nähe sind Węgorzewo (Angerburg) und Kętrzyn (Rastenburg).

## Sehenswertes
In der Nordwestbucht mündet der Masurische Kanal in den Mauersee. Dort bei Mauerdorf (Mamerki) hatte von 1941 bis 1944 das Oberkommando des Heeres sein Hauptquartier „Mauerwald“. Ein Teil der Bunkerrelikte ist noch erhalten. Auch ein Campingplatz und eine Marina befinden sich dort. Die in der Nähe vorbeiführende Bahnlinie Kętrzyn–Węgorzewo wird von der SKPL (Vereinigung von Lokalbahnbetrieben) für Ausflugsfahrten weiter betrieben.

## Bootstourismus
In der Nordostbucht bei Angerburg wurde beim Abfluss der Angrapa (Angerapp) ein Freizeitzentrum mit Schwimmbad, Aussichtsplattformen und einer Anlegestege für Hausboote geschaffen. Der Mauersee ist als Teil des „Masurischen Wasserweges“ sehr beliebt.